# Жеребцов, Александр Михайлович (мелиоратор)
Алекса́ндр (Абрам) Миха́йлович Жеребцо́в (1857? — 22 декабря 1915 (4 января 1916)) — российский помещик, первый в России практик-мелиоратор:С. 10, получивший известность благодаря созданной в конце XIX — начале XX века системе мелиорации на территории Области Войска Донского (современная территория Фроловского района Волгоградской области).

## Биография

### Рождение, ранние годы

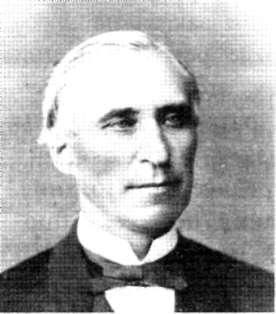
Михаил Ильич Жеребцов

Отец — крупный землевладелец, купец 1-й гильдии, потомственный почётный гражданин Михаил Ильич Жеребцов (1821—1893). Входил в третий состав городской думы Таганрога (1880), где исполнял обязанности заступающего головы; староста церкви св. Марии Магдалины. Был награждён орденами Святой Анны II степени, Святого Станислава II степени, золотой и двумя серебряными медалями «За усердие». Ему принадлежал двухэтажный особняк в Таганроге, известный как дом Жеребцова, который с 1992 года является объектом культурного наследия регионального значения.
Александр Михайлович после обучения в Гёттингенском университете получает в управление от отца земли в Усть-Медведицком округе Области Войска Донского с усадьбой в Дудачном. Здесь он понимает, что урожай сильно зависит от погодных условий. Решение проблемы он видит в орошении. Жеребцов отправляется в путешествие по Франции и Италии, где знакомится с техникой и режимами поливов.
В 1879 (по другим данным — в 1881) году он строит первый пруд на Осиновской балке. Затем будут пруды Дудачий, Крутой, Нижне-Осиновский и многие другие.
Жеребцов занимался благотворительностью. На его деньги в хуторах построены школы и церкви.

### Становление
Александр Михайлович получил образование в Германии, изучал технику и режимы поливов в Италии и Франции. В результате этого возникла идея мелиорации в условиях ненадёжного зернового хозяйства засушливых южнорусских степей. Для орошения полей решено было использовать талую воду, которая собиралась бы в искусственных прудах, созданных в верховьях балок. Всего за 35 лет было создано около шестидесяти прудов.
В 1878 году Жеребцов получил на орошаемых полях троекратный, по сравнению с богарными землями, урожай. Такое преимущество орашаемых земель послужило причиной строительства Дудачинской оросительной системы. В бассейне реки Берёзовки, в верховьях балок, помещик соорудил земляные плотины с водовыпускными сооружениями, образовав четыре пруда. От них была проведена система самотечных каналов, по которым передавалась вода для орошения 1 310 га. Система получила название Жеребцовский орошаемый участок.

### Описание системы

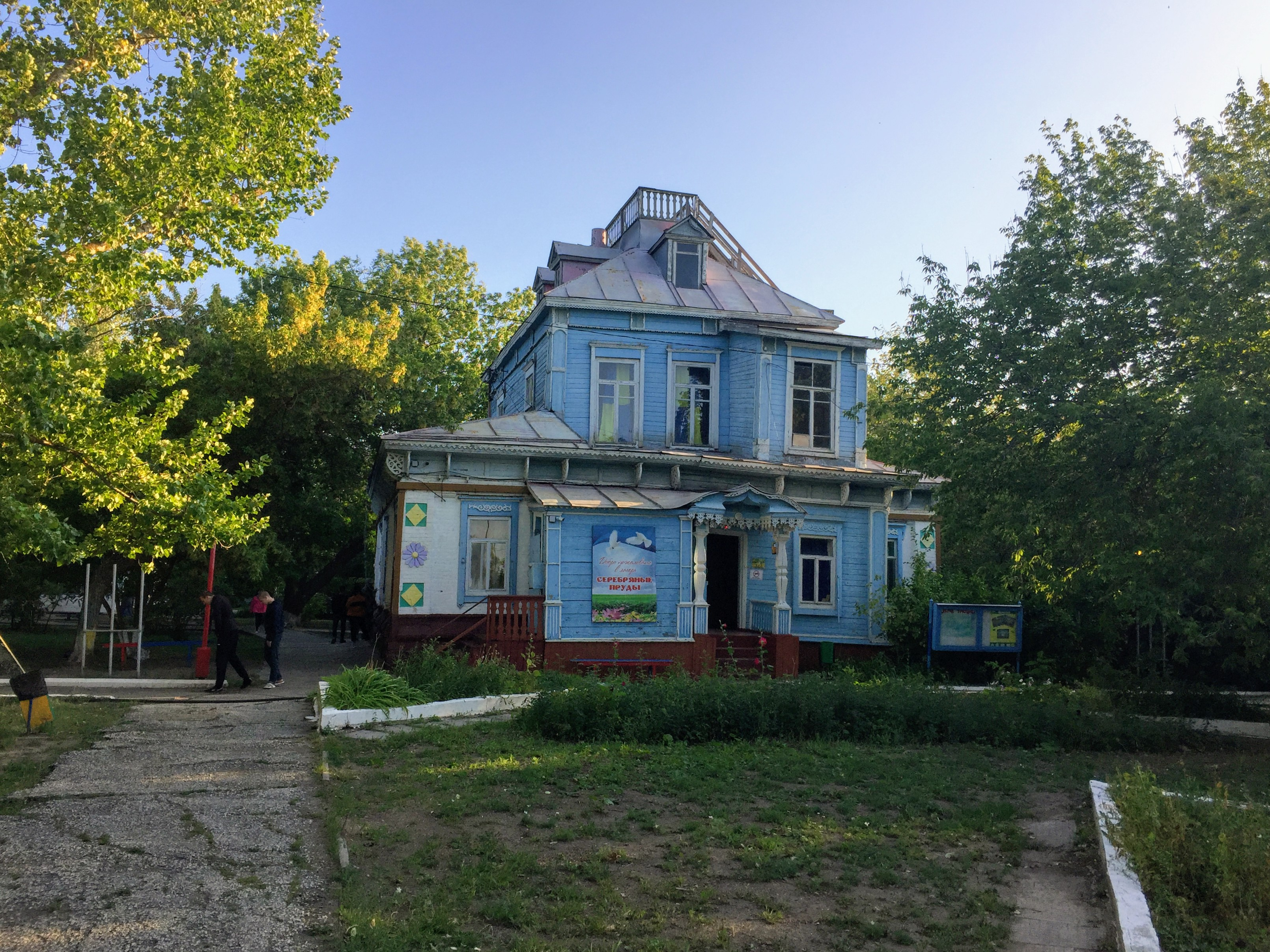
Усадьба в Серебряных Прудах

В период с 1879 по 1905 годы Жеребцов создал в условиях сухой степи Усть-Медведицкого округа Области Войска Донского (ныне Фроловский район Волгоградской области) оросительную систему на местном стоке. Эта территория находится на водоразделе Медведицы и её притоков, и изрезана многочисленными балками. Мелкие реки, такие как Арчеда и её приток Дубовая, Берёзовка с притоком Безымянная, в верховьях являются пересыхающими, то есть наполняются только весной в период таяния снега. Для сбора и сохранения талых и дождевых вод на таких пересыхающих балках Жеребцов устроил изначально в верховьях балок четыре пруда с общей полезной ёмкостью более 7 миллионов кубометров.
Для устройства пруда строилась земляная плотина с ядром из глины. Длина плотин составляла 225—480 метров, ширина по низу — 64-85 метров. Откосы глухих плотин были укреплены плетнём, хворостом и обсажены ивой. Каждый пруд имел систему каналов-валов высотой 65-107 см для сбора воды с прилегающей водосборной площади. Пруд Дудачий был выше Крутого на 8,9 м и Осиновского - на 7,9 м. Ниже по балке Дудачей были еще 34 запруды-лужка. Из прудов в магистральные каналы вода выпускалась по трубе диаметром 300 мм, снабжённой затвором на кирпичном основании. Из шести магистральных каналов вода поступала в сеть распределительных каналов, из них в выводные борозды, затем на поля и луга. Уровень воды в прудах был выше поверхности полей, и вода поступала на орошаемые участки самотёком.
Будучи первопроходцем оросительной мелиорации сельскохозяйственных земель, Жеребцов испытывал недостаток знаний, опыта и фактических данных по стоку, водопотреблению, поливным (оросительным) нормам, научному обоснованию гидротехнических решений. Поэтому данные проблемы ему приходилось решать самостоятельно, методом проб и ошибок, с анализом полученных результатов и поиском новых путей решения. Проектирование и строительство прудов и орошаемых участков велось поэтапно, с постоянных наблюдением, проведением опытов и сбором фактического материала. Такой подход привёл к совершенствованию со временем системы орошения — проводились мелиоративные мероприятия по защите земель от эрозии: выравнивание и закрепление промоин, устройство прудков и лиманов. Осенью 1890 года по буграм и водоразделам рек высадили лесополосы шириной до 10 метров.
В период максимального развития системы общая площадь орошаемых земель в хозяйстве составляла 1372 гектара. Яровые поливали 1-2 раза, озимые — 2 раза: осенью, сразу после посева и весной. Норма полива составляла 890 м³/га. Люцерну поливали после каждого укоса. Помимо прудов для полива, Жеребцов устроил ещё 24 пруда в тальвегах балок для затопления сенокосных лугов и 33 пруда для водопоя скота. Затопление по мёрзлой почве производили в течение 7 суток, при талой почве — 1-2 суток, после чего воду спускали в нижележащий лиман.
В своей практике Жеребцов столкнулся и с негативными последствиями орошения в виде подъёма уровня грунтовых вод, заболачивания, осолонения водоёмов и засоления почв. Ответом на это стало строительство в 1911 году первой в России системы закрытого горизонтального дренажа на орошаемых землях на участке в 11 гектаров.
На одном из своих участков он организовал первую в России опытно-мелиоративную станцию, где осуществлялись натурные наблюдения и исследования. С 1892 года опытная станция получила статус государственной.
Будучи пионером орошения в степной зоне, исследователем, популяризатором и пропагандистом мелиоративного дела, Жеребцов бескорыстно передавал последователям свой опыт, организовывал для специалистов практику непосредственно на своих полях. Среди самых выдающихся последователей Жеребцова — два первых академика-мелиоратора: Алексей Николаевич Костяков и Борис Аполлонович Шумаков:С. 133-135.

### Конец жизни, смерть

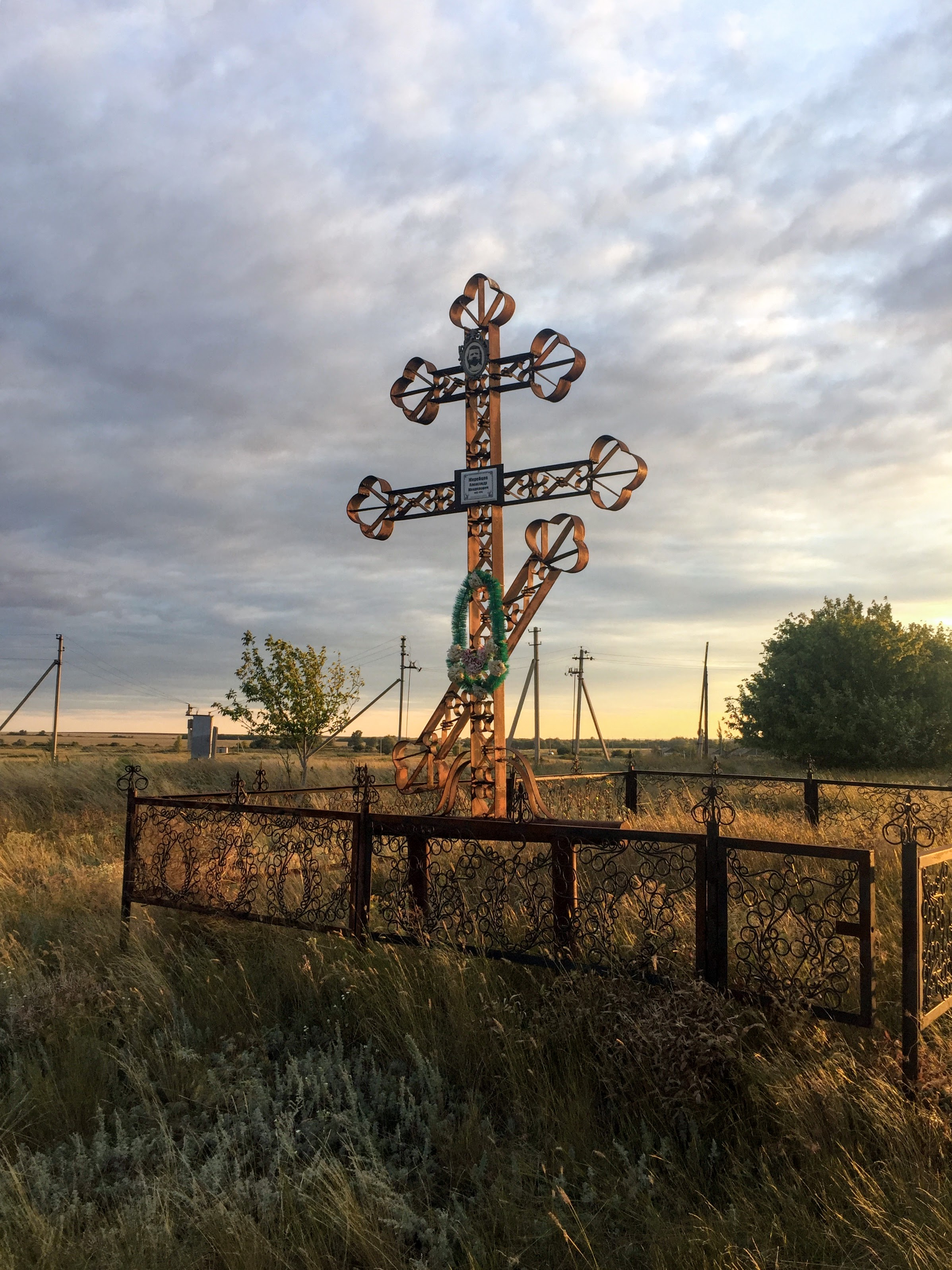
Могила Жеребцова в хуторе Арчедино-Чернушенском

В 1903 году Жеребцов продаёт своё имение правлению Войска Донского, объясняя это так: «Чтоб устроить в надёжные руки, так как сам я нездоров». В том же году на его средства в хуторе Арчедино-Чернушинском была построена каменная церковь Александра Невского.
Александр Михайлович скончался 22 декабря 1915 года (4 января 1916 года) в возрасте 62 лет и был отпет 28 декабря 1915 года (10 января 1916 года) в Сергиевском всей артиллерии соборе Петрограда. Погребён 18 (31) августа 1916 года в хуторе Арчедино-Чернушенском. «Могила учёного-мелиоратора Жеребцова А.М.» является памятником истории регионального значения.
С установлением советской власти на землях Жеребцова был создан совхоз «Дудачный».

## Личная жизнь
Женат он не был, брал на воспитание 12-летнего сироту Ивана Еланцева, вырастил, снарядил по казачьему обычаю в армию, а позже Еланцев работал с ним на нивелировке и поливах. Прожил приёмный сын долгую жизнь, умер в начале 1970-х.

## Наследие
Созданная Жеребцовым система получила второе рождение в 1920-х годах после того, как голод в Поволжье заставил власти нового государства обратить внимание на вопросы получения стабильного урожая в условиях засушливой степи. В 1922 году начался ремонт и модернизация Жеребцовского орошаемого участка, стали проводиться почвенно-ботанические исследования, учёт водных ресурсов с целью достижения максимального эффекта от их эксплуатации. Эта работа дала начало Иловлинской опытной мелиоративной станции, на которой впоследствии изучались вопросы возделывания сельскохозяйственных растений в условиях заливной поймы с орошением и без, луговодства и полеводства, и иные.
Сохранились некоторые пруды Жеребцова и две его помещичьи усадьбы: в Серебряных прудах и Дудаченском.
В Cеребряных прудах здание усадьбы деревянное. В советское время усадьба была переоборудована в пионерский лагерь. С мая по сентябрь 1942 года в лагере размещалась очередная смена Артека, эвакуированная из Крыма в связи с боевыми действиями. Природа и быт пионеров описаны в книге одного из артековцев.
В Дудаченском находится каменная усадьба. Построено оно в 1880-х годах и с него началась история населённого пункта. Здание имеет цокольный и первый этажи. По состоянию на 2013 год с одной стороны сохранилась лепнина, оригинальные полы и двери. За всё время существования в доме находилась школа, сельсовет, участковая больница. С 2010 года и по состоянию на 2013 год здание пустовало.

## Оценки
Он был одним из первых мелиораторов в области.
Инженеры-мелиораторы Анатолий Лавринов, Александр Барутенко отмечали, что система орошения, предложенная Жеребцовым, имеет существенные недостатки в виде засоления орошаемых земель и невозможности накопления достаточного объёма воды в прудах в малоснежные и сухие годы. Впрочем, эти недостатки были замечены и самим Жеребцовым, предложены пути их устранения.